# قولقوله (سقز)
قرية قولقوله (بالكردية: قوڵقوڵە) هي إحدى القرى التابعة لـترجان في ريف قسم مركزي من مقاطعة سقز، في محافظة كردستان الإيرانية.

## السكان
حسب إحصاءات سنة 2006، بلغ إجمالي السكان في قولقوله 292 نسمة وعدد المساكن 47 مسكن. لغة سكان قولقوله هي اللغة الكردية و هم من أهل السنة والجماعة والمذهب الشافعي.